# Robert Sherbrooke
Pour les articles homonymes, voir Sherbrooke (homonymie).
Robert St Vincent Sherbrooke (8 janvier 1901 - 13 juin 1972) est un contre-amiral de la Royal Navy et récipiendaire de la Croix de Victoria, la plus haute distinction pour bravoure face à l'ennemi qui peut être décernée aux forces britanniques et du Commonwealth. 

## Début de carrière
Né à Oxton (Nottinghamshire), Sherbrooke fréquente les Royal Naval Colleges d'Osborne et de Dartmouth. Il rejoint la Royal Navy en 1917 en tant qu'aspirant de marine à bord du HMS Canada. Il est promu commandant en 1935 et sert à bord du porte-avions HMS Courageous. Ses commandements en temps de guerre furent tous des destroyers. 

## Seconde Guerre mondiale
Sherbrooke avait 41 ans et était capitaine dans la Royal Navy pendant la Seconde Guerre mondiale lorsqu’il se distingua lors de la bataille de la mer de Barents, pour laquelle il a reçu la Croix de Victoria. 
Le 31 décembre 1942, au large du cap Nord en mer de Barents, le capitaine Sherbrooke, à bord du HMS Onslow, était officier supérieur et commandant des destroyers escortant un important convoi pour la Russie du Nord, lorsqu'il prit contact avec une force ennemie largement supérieure — le croiseur Hipper et le cuirassé de poche Lutzow. À quatre reprises, l'ennemi a tenté d'attaquer le convoi avant d'être forcé à reculer à chaque fois. Au début de l'action, le capitaine Sherbrooke a été grièvement blessé au visage et temporairement aveuglé. Néanmoins, il continua à diriger les navires sous son commandement et, même lorsque l'officier supérieur suivant prit le contrôle, il insista pour recevoir tous les rapports de l'action jusqu'à ce que le convoi soit hors de danger. Ses actions - et l'échec des navires allemands à neutraliser le convoi malgré sa force supérieure - furent cruciales dans l'ordre d'Hitler de mettre fin à l'utilisation de la flotte de surface de la Kriegsmarine au début de 1943. 

## Fin de carrière
De juillet 1945 à la mi-1946, Sherbrooke commande le croiseur HMS Aurora. Il a ensuite atteint le grade de contre-amiral. 
Il a été nommé haut shérif du Nottinghamshire pour les années 1958–59.  
Il décède dans sa ville natale d'Oxton, à l'âge de 71 ans. 